# یواس‌اس گوآم (سی‌بی-۲)
یواس‌اس گوآم (سی‌بی-۲) (به انگلیسی: USS Guam (CB-2)) یک کشتی بود که طول آن ۸۰۸ فوت ۶ اینچ (۲۴۶٫۴ متر) بود. این کشتی در سال ۱۹۴۳ ساخته شد.